# 三父
三父（前8世纪—前695年），春秋时期秦国威壘。中华书局标点本《史记》以“威壘”为人名，和弗忌、三父是三个人。
前704年，秦宪公卒，大庶长弗忌与威垒三父合谋，废太子而另立秦宪公之子秦出子为秦国国君。前698年，弗忌与威垒三父派刺客在鄙衍杀出子，而复立原太子，是为秦武公。前695年，秦武公以其杀秦出子的罪名，诛杀三父并夷三族。